# 龍虎塔

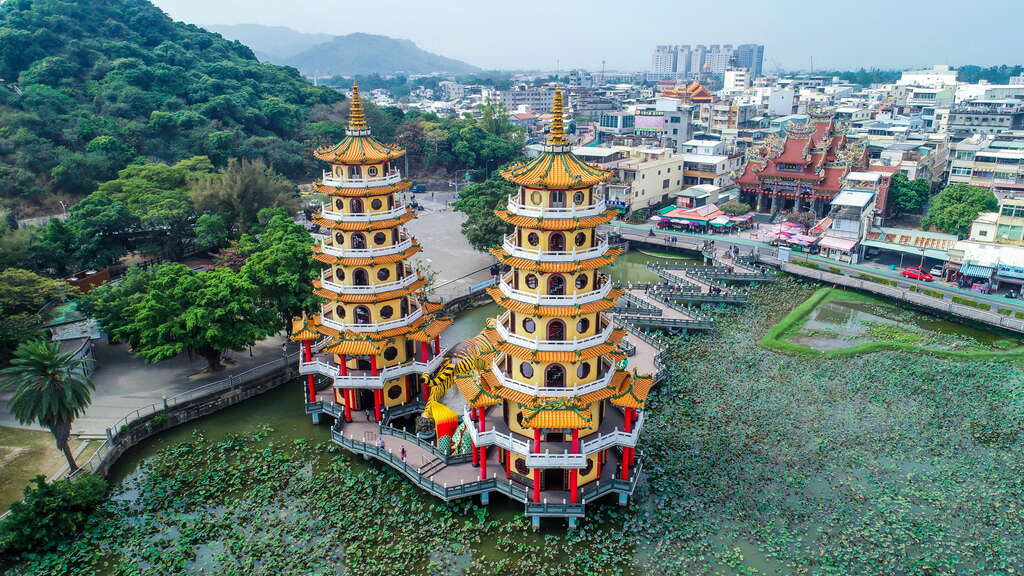
龍虎塔與左營慈濟宮

龍虎塔位於臺灣高雄市左營區蓮池潭畔的寶塔式建築，是當地知名景點之一。由左營慈濟宮於1976年興建。

## 沿革
龍虎塔的興建是因為1974年左營慈濟宮的保生大帝降駕指示將有災難來臨，信徒為保平安而依照神明指示興建了龍虎塔:266。在信眾支持下，龍虎雙塔於兩年後（1976年）完工:266。左營慈濟宮常務監察委員陳榮隆表示龍虎塔落成後，次年就有賽洛瑪颱風來襲，認為保生大帝所指的災難就是這場颱風:267。另外也有說法認為，興建龍虎塔乃是為了補救遭「永清塔」破壞的風水:267。而除了這兩個因素外，謝貴文認為龍虎塔的興建還有受到保生大帝「醫龍目，治虎喉」的傳說，以及同位於蓮池潭畔的左營啟明堂興建春秋閣的影響:271。

## 建築
龍虎雙塔高七層，是表示七級浮屠之意。從潭邊走到塔身要經過九曲橋，且有「入龍喉，出虎喉」的規矩。訪客自龍口進入後，在龍塔可見到二十四孝圖跟十殿閻王圖，以及供奉的地藏王菩薩。虎塔內則有七十二賢士與三十六官將圖，並供奉至聖先師孔子。由於塔內使用雙螺旋塔的設計，所以上下塔的訪客並不會混在一起。